# 알마게스트

히파르코스에 의해 지구(Earth)로부터의 태양(Sun)과 달(Moon)과의 거리를 결정하는데 사용된 지구중심적 구조.

알마게스트는 2세기의 항성과 행성의 경로의 겉보기 운동에 대한 그리스 수학과 천문학의 논문이다. 클라우디오스 프톨레마이오스와 로마 시대의 이집트의 학자에 의해서 그리스어로 작성된 그것은 헬레니즘 알렉산드리아와 중세 비잔티움, 이슬람 세계에서 그리고 코페르니쿠스 때까지 중세와 초기 르네상스를 통해 서양 유럽에 기원이 있는 데서부터 천이백년 이상 수용되었던 지구중심설에 기반하는 역대의 가장 영향력 있는 과학 문헌들 가운데 하나이다.
알마게스트는 그리스 천문학에서 비평적 정보의 출처이다. 그것은 고대 그리스의 수학자 히파르코스의 소실된 업적을 상세히 재현하기 때문에, 수학을 공부하는 학생에게 유용한 가치를 지녀오고도 있다. 히파르코스는 삼각법에 대해서 저술했지만, 그의 작품은 더 이상 잔존하지 않기 때문에, 수학자들은 프톨레마이오스의 저서를 히파르코스의 저작과 일반적인 고대 그리스의 삼각법에 대한 출처로 사용한다.
그 논문의 전통적인 그리스 명칭은 마테마티케 신탁시스(Μαθηματικὴ Σύνταξις)이며, 그 논문은 라틴어 형태로 신탁시스 마테마티카(Syntaxis mathematica)로도 알려져 있다. 후일에, 그것은 위대한 논문(Hē Megalē Syntaxis)이라는 칭호가 붙었고, 그것의 최상급(고대 그리스어: μεγίστη, "가장 위대한") 형태는 영어식 이름인 알마게스트가 파생된 아랍어 이름 알마지스티(المجسطي)에 있다
147년 또는 148년에 프톨레마이오스는 이집트, 카노푸스에 공적 명문을 세겼다. 현대에 N. T. 해밀턴은 카노푸스 명문'에 정리되어 있는 프톨레마이오스의 체계가 알마게스트의 것보다 더 이른 판임을 밝혔다. 그러므로, 프톨레마이오스가 관찰을 시작하고 25년이 지난 150년경에도 알마게스트는 완성되지 않았다.

## 내용

### 서적
《알마게스트 (또는 알마게스티움)》은 권들이라 불리는 13 부분으로 구성된다. 중세의 많은 원고들과 마찬가지로 그것들은 필사된 것들이거나 특히 인쇄 초기의 것들이며, 필사의 절차가 매우 개인적이었기 때문에, 같은 문헌에 대한 여러 판들 사이에 고려할만한 차이가 있다. 알마게스트가 어떻게 구성되었는지를 설명하는 예가 아래에서 열거된다. 1515년에 페트루스 리히텐슈타인에 의해 152쪽의 라틴어 판이 인쇄되었다.
제1권은 아리스토텔레스의 우주론의 개요를 포함한다.: 하늘의 구상 형태에 중심에는 구면의 지구가 있고 지구를 공전하는 항성과 여러 행성있다. 그 다음에는 현표와 함께 현의 설명, 그리고 황도(항성을 통한 태양의 외견상 경로)의 경사에 대한 관측과 구면 삼각법의 소개가 이어진다.
제2권은 하늘의 일일운동에 관련된 문제 즉, 천체의 출몰, 낮의 길이, 태양이 점점에 있을 때의 위도의 결정, 분점과 지점 때의 그노몬의 그림자 그리고 관측자의 위치에 따라 변화하는 다른 관측을 다룬다. 황도와 수직을 이루는 각도에 대한 검토 또한 표와 함께 수록되어 있다.
제3권은 한 해의 길이와 태양의 이동을 포함한다. 프톨레마이오스는 히파르코스의 분점 세차운동의 발견을 설명하고 주전원이론의 설명을 시작한다.
제4권과 제5권은 달과 달의 시차, 달의 장축단 이동, 지구에 대한 태양과 달의 크기와 거리를 다룬다.
제6권은 태양과 달의 식에 대해 다룬다.
제7권과 제8권은 분점의 세차운동을 포함하여 항성의 이동을 다룬다. 그것들은 별자리의 위치로 묘사된 1022개 항성의 일람표를 포함하고도 있다. 가장 밝은 항성은 1 등성(m = 1)으로 반면에, 육안으로 봤을 때 가장 희미한 항성은 6 등급(m = 6)으로 표시되어 있다. 각각의 숫자상 등급은 대수 눈금으로 표시되어 있다. 그 체계는 히파르코스가 고안했다고 인정된다. 프톨레마이오스의 주장과는 달리, 항성의 위치 표시도 히파르코스의 고안에서 비롯되었다.
제9권은 육안으로 관찰되는 다섯 행성의 체계의 생성과 관련된 일반적 결과와, 수성의 이동에 대해서 전한다.
제10권은 금성과 화성의 이동을 다룬다.
제11권은 목성과 토성의 이동을 다룬다.
제12권은 행성이 멈추고 나서 일시적으로 황도대의 배경에 대해서 그것들의 이동을 반대로 하는 것으로 보일 때 나타나는 정거와 외견적 역행 운동을 다루고 있다. 프톨레마이오스는 수성과 금성 뿐만 아니라 그 바깥의 행성에도 그 용어를 적용했다.
제13권은 황도로부터의 행성의 편위인 그것들의 위도상의 이동을 다룬다.

### 프톨레마이오스의 우주론
알마게스트의 우주론은 각각 제1권의 한 장(章)씩의 주제가 되는 주요한 다섯 관점을 포함한다. 다음은 투머의 번역으로부터 전하는 프톨레마이오스 스스로의 문장에 대한 환언이다.
- 천체의 영역은 구상형이며, 구체로써 움직인다.
- 지구는 구체이다.
- 지구는 우주의 중심에 있다.
- 항성의 거리에 비교하여 지구는 주목할 만한 크기를 갖고 있지 않으며, 수학적 관점으로 다루어져야 한다.[4]
- 지구는 움직이지 않는다.

### 프톨레마이오스의 행성 체계

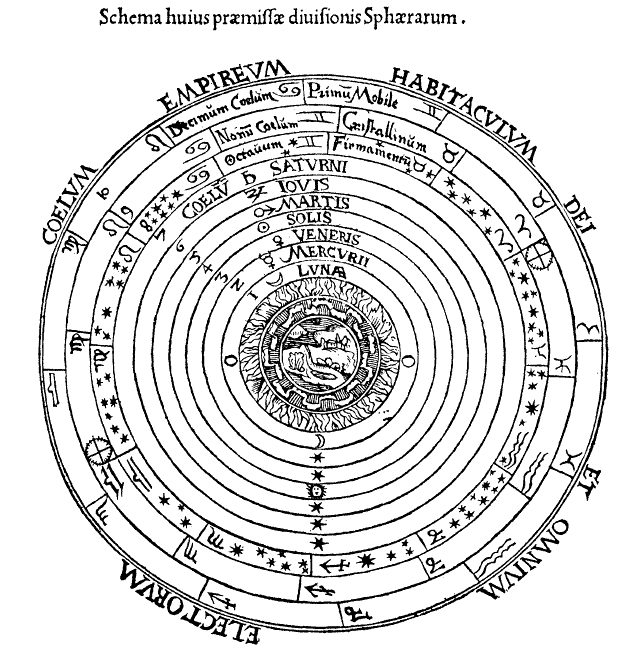
프톨레마이오스의 지구중심적 모델에 대한 16세기의 묘사.

프톨레마이오스는 다음과 같은 가장 안쪽에서 시작하는 행성구(行星球)의 순서를 할당했다.:
1. 달
2. 수성
3. 금성
4. 태양
5. 화성
6. 목성
7. 토성
8. 항성구(恒星球)

다른 순서를 제안한 고대의 저자들도 있다. 플라톤(기원전 427~347년경)은 태양을 달 다음의 순서로보았다. 마르티아누스 카펠라(5세기)는 금성과 수성이 태양을 공전하는 것으로 보았다. 프톨레마이오스의 전거는 대부분의 중세 이슬람의 그리고 중세 후기 유럽의 천문학자들에게 선호되었다.
프톨레마이오스는 그의 그리스인 선임자들로부터 지구중심적 도구와 행성이 하늘에서 나타날 곳의 위치를 예측하는데 사용되는 일부분의 모형을 물려받았다. 페르게의 아폴로니오스(기원전 262~190년)은 천문학에 이심원과 주전원 및 편심적 대원을 소개했다. 히파르코스(기원전 2세기)는 달과 태양의 이동에 관한 수학적 모형을 만들었다. 히파르코스는 메소포타미아 천문학에 대한 얼마간의 지식을 갖고 있었고, 그는 그리스식 체계가 바빌로니아의 것과 정확하게 일치한다고 보았다. 그는 남은 다섯 행성에 관한 정확한 모형을 제작하지는 못하였다.
알마게스트는 단순한 편심적 대원으로 구성된 히파르코스의 태양 모형을 채택했다. 프톨레마이오스는 달에 관하여 히파르코스의 '이심원의 주전원'을 적용한 것을 시작으로, 천문 역사가들이 "크랭크 기구"라고 부르는 장치를 추가했다. 그는 동시심이라고 불리는 세 번째 장치를 소개함으로써 히파르코스가 실패했던 다른 행성의 모형을 제작하는데 성공했다.
프톨레마이오스는 알마게스트를 수학적 천문학의 교과서라고 기술했다. 그것은 천구의 객체의 이동을 예측하는데 사용될 수 있었던, 주기의 원들의 조합에 기초하는 지구중심적 행성 모델이다. 《행성에 관한 가설(Planetary Hypotheses)》이라는 후일의 한 서적에서, 프톨레마이오스는 그의 지구중심적 모형이 어떻게 삼차원의 천구 또는 부분적 천구로 변환되는지를 설명했다. 수학적인 알마게스트와는 반대로, 《행성에 관한 가설》은 때때로 우주 철학에 관한 서적으로 묘사된다.

## 영향
프톨레마이오스의 수학적 천문학에 대한 포괄적인 논문은 보다 과거의 대부분의 그리스 천문학 문헌을 대신했다. 어떤 것들은 특정 부문에 더 전문적이었고 그러므로 관심을 덜 끌었다. 다른 것을은 새로운 체계에 의해 구식이 되었다. 그 결과, 더 과거의 문헌들은 복제가 중지되었고 점진적으로 소실되었다. 우리가 히파르코스와 같은 천문학자들의 업적에 대해 알고 있는 것의 상당 부분이 알마게스트를 참조한데서 비롯되었다.

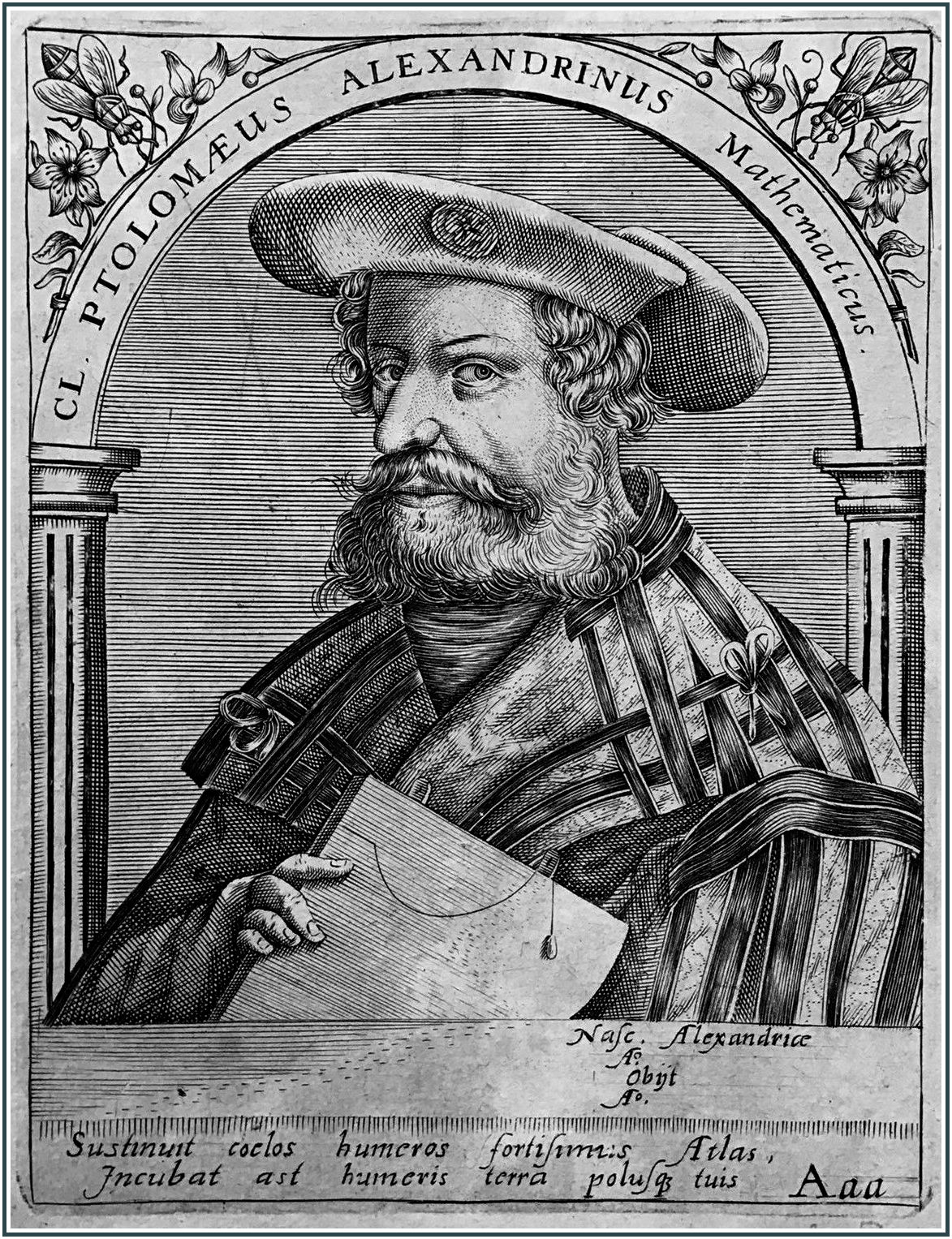
프톨레마이오스의 알마게스트는 여러 세기 동안 권위적 저서가 되었다.

그것에 대한 아랍어로의 최초의 번역은 9세기에 두 분류의 작용에 의해서 이루어졌다. 한 가지는 칼리파 알마으문에 의해 후원되었다. 사흘 이븐 비슈르가 그것에 대한 최초의 아랍어 번역가로 알려져있다. 그 당시에, 알마게스트는 서양 유럽에서 소실되었거나 점성학적 전승으로 어렴풋이 기억될 뿐이었다. 엔리쿠스 아리스티포스는 그리스어로 사본으로부터 직접적으로는 최초로 라틴어 번역본을 만들었지만, 그것은 더 나중에 크레모나의 제라르드에 의해 아랍어에서 라틴어로 번역된 것만큼 영향을 끼치지는 못하였다. 제라르드는 톨레도 번역 학교에서 근무하며 아랍어 문헌을 번역했지만, 히파르코스에게서 비롯된 것들 중 아랍어로 된 아브라키르와 같은 많은 기술적 용어를 번역하지 못하였다. 12세기에 스페인어본이 제작되었는데, 그것은 더 후일에 알폰소 10세의 후원 하에 번역되기도 했다.

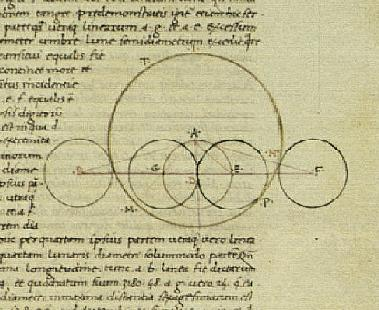
게오르게 트라페준타의 알마게스트의 라틴어 번역본을 스캔한 사진.

15세기에, 그리스어본이 서부 유럽에 출현했다. (출생지인 쾨니히스베르크와 레기오몬타누스로도 알려진) 독일의 천문학자 요하네스 뮐러는 성직자 추기경 요하네스 베사리온의 교사로 단축된 라틴어 번역본을 제작했다. 거의 비슷한 시기에, 트라페준타의 게오르게는 원본 문헌 만큼의 시대의 것인 한 주석서를 수반하는 완전한 번역본을 제작했다. 교황 니콜라오 5세의 후원 하에 만들어진 게오르게의 번역본은 옛 번역본을 대체하기로 예정되어 있었다. 그 새로운 번역본은 매우 개선된 것이었지만, 그것의 새로운 주석서는 그렇지 않았으므로 비평을 유발했다. 그 교황은 게오르게의 업적에 대한 봉헌을 줄였고, 레기오몬타누스의 번역본이 백년 이상 우위를 차지했다.
16세기 동안, 오스만 제국에 대한 대사관 자리에 있었던 기욤 포스텔은 알카라키의 저서인 《문타하 알-이드라크 피 다카심 알프라크("천구 분할에 대한 궁극적인 이해", 1138 혹은 1139년)》와 같은 알마게스트에 대한 아랍어로 된 반박글을 가지고 돌아왔다.
알마게스트에 대한 주석서들로는 알렉산드리아의 테온에 의한 것(현존)과 알렉산드리아의 파푸스의 것(일부만 잔존), 그리고 암모니오스 에르메이우의 것(소실)이 있다.

## 현대판
알마게스트는 J. L. 하에베르에 의해 《클라우디오스 프톨레마이오스의 잔존하는 모든 작품(Claudii Ptolemaei opera quae exstant omnia)》, 1.1권과 1.2권(1898년, 1903년)으로 편집되었다.
알마게스트를 영어로 번역하여 출판한 서적은 두 개가 있다. 첫 번째는 메릴랜드 주, 아나폴리스에 있는 세인트존대학교의 R. 케이츠비 탈리아페로에 의한 것으로, 《서양의 위대한 저서(Great Books of the Western World)의 제16권》에 포함되어 있다. 두 번째는 G. J. 투머에 의한 1984년의 《프톨레마이오스의 알마게스트(Ptolemy's Almagest)》이며, 그것의 제2판은 1998년도에 출판되었다.
더 이른 프랑스어 번역본(그리스어 문헌으로부터 번역됨)은 니콜라스 알마에 의해 1813년과 1816년에 두 개의 권이 출반되었는데, 온라인에서 이용 가능하다.

## 같이 보기
- 천제 지도의 제작

## 참고 문헌
- James Evans, The History and Practice of Ancient Astronomy, Oxford University Press, 1998 (ISBN 0-19-509539-1)
- Michael Hoskin, The Cambridge Concise History of Astronomy, Cambridge University Press, 1999 (ISBN 0-521-57291-6)
- Olaf Pedersen, A Survey of the Almagest, Odense University Press, 1974 (ISBN 87-7492-087-1. A revised edition, prepared by Alexander Jones, is due to be published by Springer on November 29, 2010.
- Olaf Pedersen, Early Physics and Astronomy: A Historical Introduction, 2nd edition, Cambridge University Press, 1993 (ISBN 0-521-40340-5)

- University of Vienna: Almagestum (1515) PDF:s of different resolutions →비엔나 대학교: 알마게스티움 (1515년), PDF 파일 다운로드 가능
- Almagest Planetary Model Animations →알마게스트의 행성 모델 애니메이션
- Online luni-solar & planetary ephemeris calculator based on the Almagest →알마게스트에 근거하는 달과 태양 그리고 행성의 천체력 계산, 온라인판
- Ptolemy's Almagest. PDF scans of Heiberg's Greek edition, now in the public domain (Classical Greek)
- A podcast discussion by Prof. M Heath and Dr A. Chapman of a recent re-discovery of a 14th Century manuscript in the university of Leeds Library 보관됨 2010-06-18 - 웨이백 머신 →리즈 대학교 도서관에 있는 14세기 필사본의 최근 재발견에 대한 M 히스 교수와 A 챔프먼 박사의 팟캐스트 토론